# Trietilentetramină
Trietilentetramina (TETA sau trientină) este un compus organic cu formula chimică [CH2NHCH2CH2NH2]2. Este un lichid uleios incolor, dar, ca multe amine, probele mai vechi au o culoare gălbuie din cauza impurităților rezultate din oxidarea în prezența aerului. Este solubilă în solvenți polari. Izomerul ramificat tris(2-aminoetil)amină și derivații de piperazină pot fi, de asemenea, prezenți în probele comerciale de TETA.

## Obținere
TETA se prepară prin încălzirea etilendiaminei sau amestecurilor de etanolamină/amoniac peste un catalizator oxid. Acest procedeu obține o varietate de amine, în special amine derivate de la etilenă, care sunt separate prin distilare și sublimare.

## Utilizări medicale
Trietilentetramina se utilizează și ca medicament, sub forma de tetraclorhidrat de trientină (denumirea comercială Cuprior). Este indicată pentru tratamentul bolii Wilson la adulți, adolescenți și copii cu vârsta mai mare de 5 ani, care prezintă intoleranță la terapia clasică cu D-penicilamină. Uneori se recomandă trientina ca tratament de primă linie, dar experiența clinică în tratamentul cu penicilamina este mai vastă.

## Proprietăți
TETA este un ligand tetradentat în chimia coordinatică, unde este denumit trien. Complecșii octaedrici de tipul M(trien)L2 pot adopta mai multe structuri diastereomere.